# شراب‌خانه

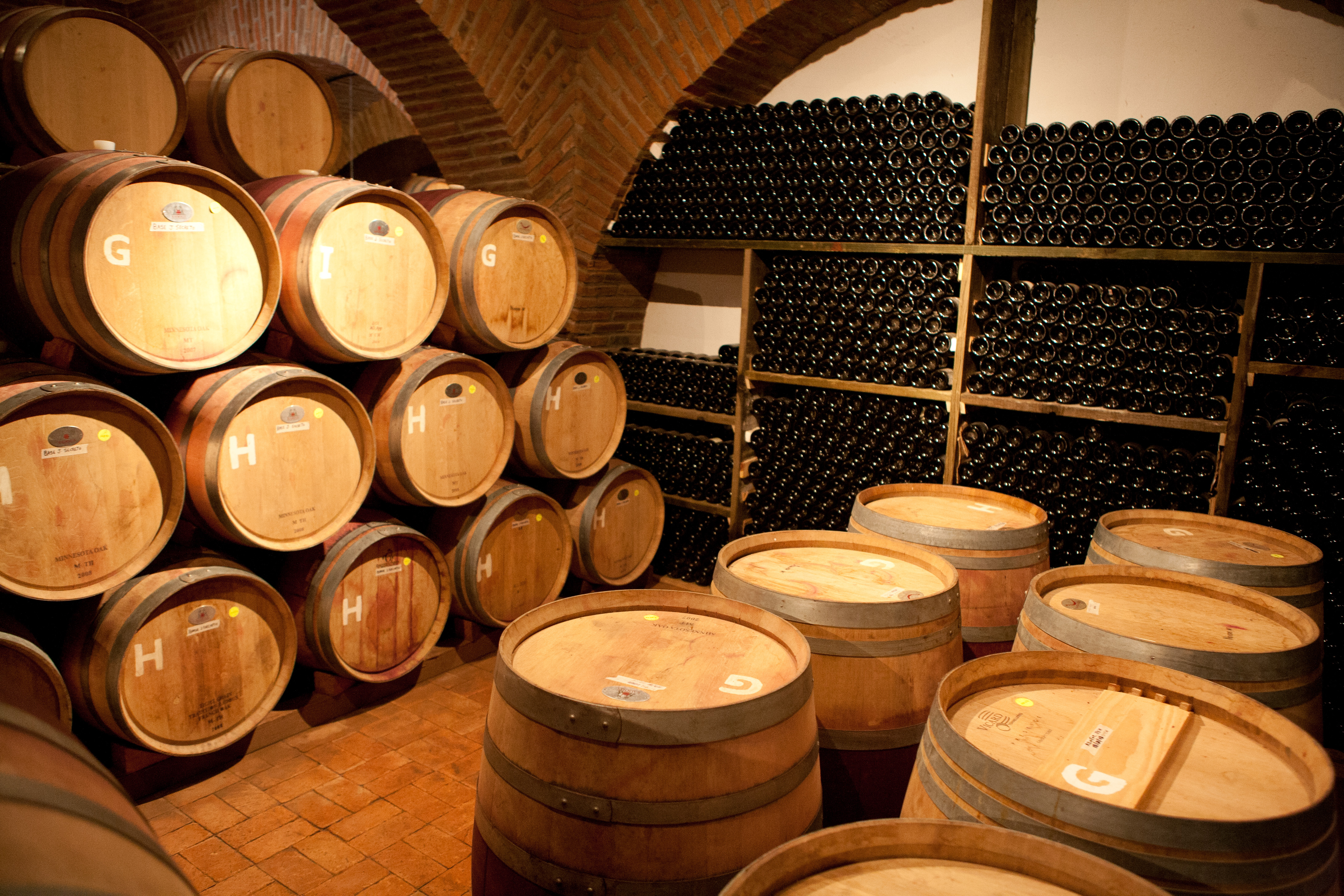
بشکه‌ها و بطری‌های شراب انبارشده در سرداب یک شراب‌خانه.

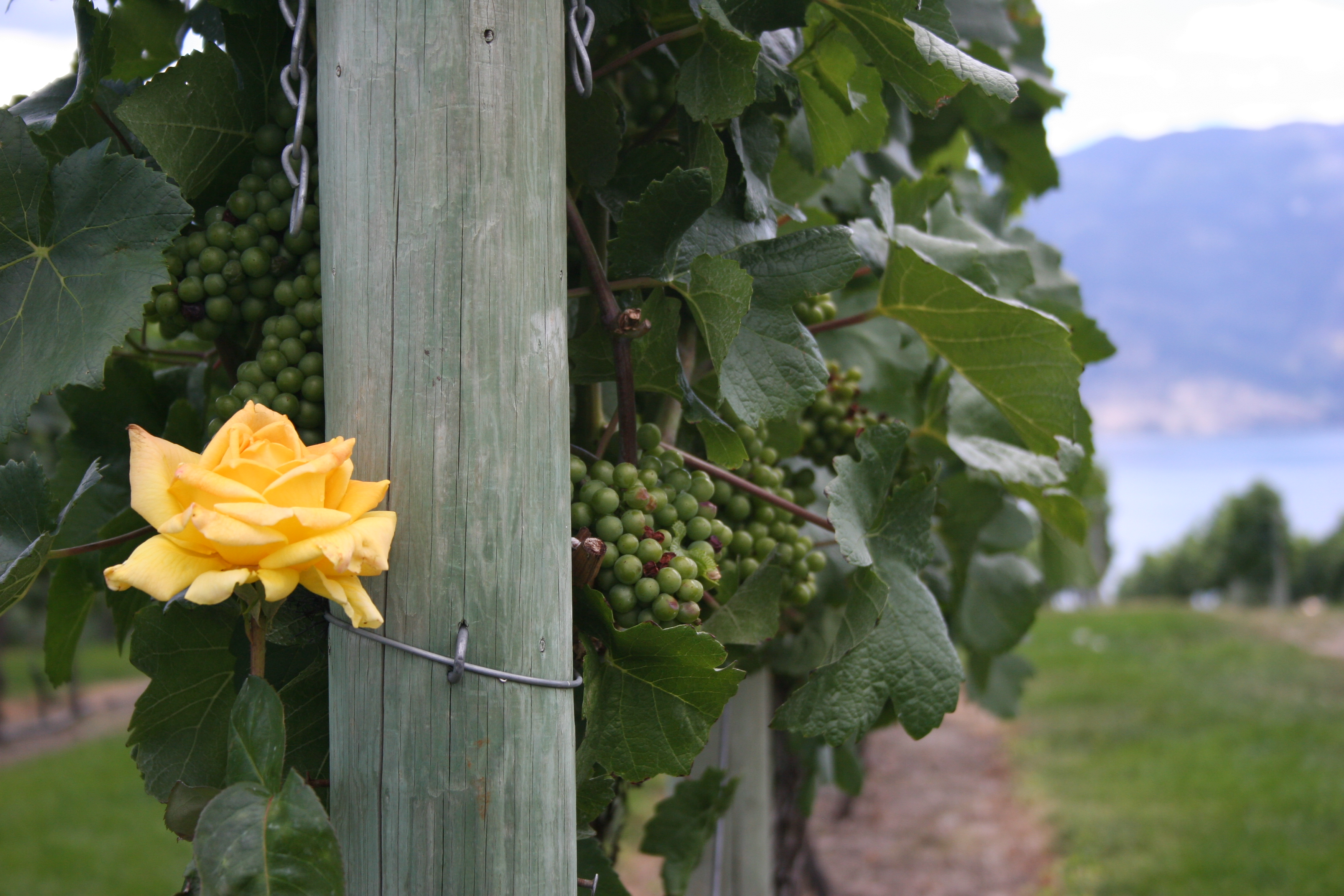
خاک، آب و هوا و تخصص، از مهم‌ترین عوامل تولید انگور مرغوب از تاکستان‌ها محسوب می‌شوند.

شراب‌خانه محلی است که شراب در آن تولید می‌شود. در شراب‌خانه‌ها، وجود سرداب‌های زیر زمینی با دمای ثابت کنترل‌شده یک ضرورت است.

## تاریخچه
بقایای قدیمی‌ترین شراب‌خانه‌ای که تاکنون یافت‌شده، متعلق به حدود شش هزار سال پیش، در غاری در کوه‌های جنوبِ‌شرق ارمنستان بوده‌است.

## نگارخانه
|  |  |